# Fritz-Erler-Straße (München)
Die Fritz-Erler-Straße ist eine Innerortsstraße im Stadtbezirk Ramersdorf-Perlach (Nr. 16) von München.

## Verlauf
Die Straße beginnt in Verlängerung der Heinrich-Wieland-Straße an der Fritz-Schäffer-Straße im Stadtteil Neuperlach und führt über den Hanns-Seidel-Platz zur Putzbrunner Straße, an der sie in die Carl-Wery-Straße übergeht.

## Öffentlicher Verkehr
Die Straße wird durch die Münchner U-Bahn erschlossen, die durch die parallel westlich verlaufende Thomas-Dehler-Straße führt, in der der U-Bahnhof Neuperlach Zentrum der Linien U 5 und U 7 liegt. Mehrere Stadtbuslinien und eine Metrobuslinie durchfahren die Straße.

## Namensgeber
Die Straße ist nach dem SPD-Politiker und Bundestagsabgeordneten Fritz Erler (1913–1967) benannt.

## Charakteristik
Die Straße, die getrennte Richtungsfahrbahnen besitzt, bildet als Teil der Staatsstraße 2078 die Verbindung zwischen der Heinrich-Wieland-Straße und der Carl-Wery-Straße durch das Zentrum der in den 1960er Jahren errichteten Großsiedlung Neuperlach.

## Denkmalgeschützte Bauwerke
In der Straße liegen keine denkmalgeschützten Bauwerke.

## Sozialeinrichtungen in der Nähe

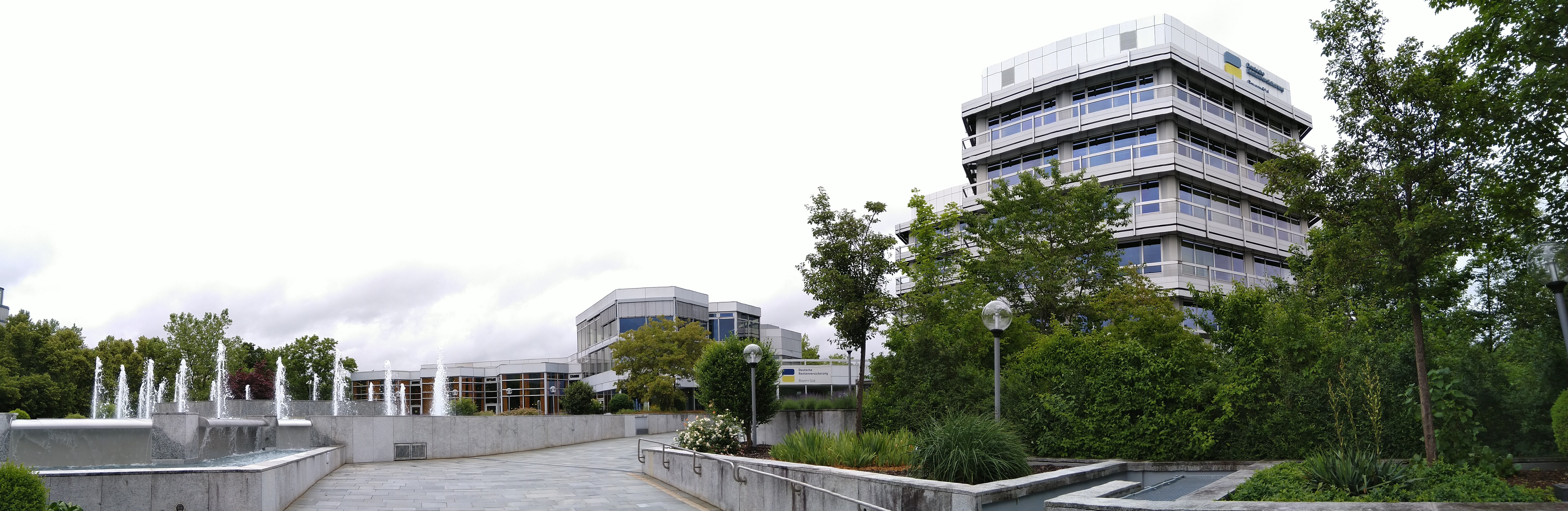
Gebäude der Rentenversicherung

- Deutsche Rentenversicherung Bayern Süd, Thomas-Dehler-Straße 3
- Sozialzentrum der Arbeiterwohlfahrt Horst-Salzmann-Zentrum, Plievierpark 9.